# Portentomorpha
Portentomorpha is een geslacht van vlinders uit de familie van de grasmotten (Crambidae). De wetenschappelijke naam van dit geslacht is voor het eerst voorgesteld door Hans Georg Amsel in een publicatie uit 1956.
Dit geslacht is monotypisch, dat wil zeggen dat het maar één soort heeft namelijk Portentomorpha xanthialis (Guenée, 1854)